# جون وينتون
جون وينتون (بالإنجليزية: John Winton)‏ هو كاتب بريطاني، ولد في 3 مايو 1931، وتوفي في 27 أبريل 2001.